# Association internationale des échecs francophones
L'Association internationale des échecs francophones (AIDEF) est une association sportive et culturelle régie par la loi du 1er juillet 1901 et le décret du 16 août 1901 réunissant des joueurs d'échecs francophones.

## Objectifs
Ses objectifs s’inscrivent dans l’aide au développement et à l’enseignement de la pratique du jeu d’échecs dans l’ensemble des territoires de ses fédérations membres, ainsi que dans l’usage de la langue française dans la sphère échiquéenne internationale.
Elle œuvre afin de contribuer à la diffusion des valeurs pédagogiques, sportives, intellectuelles et morales que véhiculent le jeu d'échecs, ainsi qu'aux valeurs communes portées par la Francophonie.
Elle œuvre également afin de favoriser les échanges et les relations entre les joueurs d'échecs au sein de l'espace international francophone en mutualisant au mieux l'expérience et les ressources humaines et matérielles, permettant la création d'une synergie d'entraide et de développement pérenne. Pour ce faire, l'association internationale des échecs francophones organise chaque année plusieurs manifestations internationales dont l'évènement majeur sont les RIDEF (Rencontres Internationales des Echecs Francophones).

## Membres fondateurs
Les membres fondateurs de l'association internationale des échecs francophones présents lors de son assemblée constitutive furent :
| Fédération                                     | Pays                    | Représentant       |
| ---------------------------------------------- | ----------------------- | ------------------ |
| Fédération échiquéenne francophone de Belgique | Belgique                | Jean-Marie Piron   |
| Fédération royale belge des échecs             | Belgique                | Jean-Marie Piron   |
| Fédération française des échecs                | France                  | Jean-Claude Moingt |
| Fédération suisse des échecs                   | Suisse                  | René Kesselring    |
| Fédération monégasque des échecs               | Monaco                  | Willy Iclicki      |
| Fédération tunisienne des échecs               | Tunisie                 | Noureddine Tabbane |
| Fédération luxembourgeoise des échecs          | Luxembourg              | Ady Christoffel    |
| Comité valdôtain d’échecs                      | Italie (Vallée d'Aoste) | Agostino Scalfi    |

## Membres actuels
En 2021, 48 fédérations d'échecs représentant 43 états et gouvernements membres de l'Organisation internationale de la Francophonie sont affiliées.
L'association internationale des échecs francophones est reconnue par la Fédération internationale des échecs en tant qu'organisation internationale affiliée .